# Dmitri Jegorowitsch Kirillow
Dmitri Jegorowitsch Kirillow (russisch Дмитрий Егорович Кириллов; * 24. November 1978 in Leningrad, Sowjetunion) ist ein russischer Boxer im Superfliegengewicht. Er wird von Freddie Roach trainiert.

## Profikarriere
1998 begann er seine Profikarriere. Am 13. Oktober 2007 boxte er gegen José Navarro um den Weltmeistertitel des Verbandes IBF und siegte durch einstimmige Punktrichterentscheidung. Diesen Gürtel verteidigte er im darauffolgenden Jahr gegen Cecilio Santos mit einem Unentschieden und verlor ihn an Vic Darchinyan durch K. o. in Runde 5. 